# Lombard (Doubs)
Lombard é uma comuna francesa na região administrativa de Borgonha-Franco-Condado, no departamento de Doubs. Estende-se por uma área de 5,92 km². Em 2010 a comuna tinha 192 habitantes (densidade: 32,4 hab./km²).